# جيف سيمونز
جيف سيمونز (بالإنجليزية: Jeff Simmons)‏ هو سائق سباق أمريكي، ولد في 5 أغسطس 1976 في هارتفورد في الولايات المتحدة.